# Mick Rogers
Mick Rogers er kunstnernavn for den britiske Jazz/rock guitarist og sangskriver Michael Oldroyd, født 20. September 1946 i Dovercourt, Essex, England. Han er fortrinsvis kendt som guitarist, sangskriver og producer i Manfred Mann's Earth Band fra 1971–1975 og fra 1983 til dato. Han har dog også medvirket på udgivelser med bl.a. Jeff Beck, Frank Zappa og Joan Armatrading.

## Karriere
Mick Rogers spillede først kontrabas, men gik hurtigt over til guitaren.. Han spillede blandt andet med Adam Faith og Gene Pitney inden han blev medlem af det engelske band, Procession, hvis producer, Mike Hogg var trommeslager for Manfred Mann Band..
Hogg præsenterede Mick og Manfred for hinanden, hvorefter de dannede Earth Band. Med Lp’en Solar Fire fik de en pæn succes, men allerede i 1975 forlod Mick samarbejdet efter at have været med på 6 studiealbums og en række turneer. 
Han rejste til Australien for at arbejde, inden han vendte tilbage til England, hvor han turnerede med Aviator, der omfattede Clive Bunker. De udgav to albums sammen..
Mick Rogers turnerede herefter med forskellige Jazz – orkestre, men vendte i 1983 tilbage til Earth Band, hvor han har spillet siden. Sammen med sangeren Noel McCalla, der forlod Bandet i 2009 var han den udadvendte, talende performer, mens Manfred Mann selv altid er tilbagetrukken på scenen.
Mick Rogers spillestil og teknik som guitarist er meget selvstændig og let genkendelig. I nummeret “Father of Day, Father of Night", hvor han er i den vokale forgrund, får han som regel lejlighed til at vise, hvor fremragende en sologiutarist, han er. Denne egenskab har et dansk publikum ofte mulighed for at opleve, bl.a. ved talrige koncerter i Amager Bio, blandt andet i 2014.  I forbindelse med jubilæumsturneen i 2022 blev Rogers i en anmeldelse betegnet som "en guitarist i verdens- og særklasse." 

## Diskografi i udvalg

### Procession
- 1968: Live at Sebastian's [5]
- 1968: Procession.[5]

### Manfred Mann's Earth Band & tilknyttede projekter
- 1972: Manfred Mann's Earth Band[6]
- 1972: Glorified Magnified[7]
- 1973: Messin'[8]
- 1973: Solar Fire[9]
- 1974: The Good Earth[10]
- 1975: Nightingales & Bombers[11]
- 1986: Manfred Mann's Earth Band with Chris Thompson • Criminal Tango[12]
- 1987: Masque Songs And Planets[13]
- 1996: Soft Vengeance[14]
- 1998: Mann Alive[15]
- 2004: Manfred Mann '06 with Manfred Mann's Earth Band • 2006[16]

### Aviator
- 1979: Aviator [17][18]
- 1980: Turbulence [19][20]

### The Moon Orchestra
- 2001: Bible in his Hand[21]

### Solo
- 2002: Back To Earth[5]
- 2003: Father Of Day[5][22]

## Eksterne links
- Wikimedia Commons har flere filer relateret til Mick Rogers
- Mick Rogers official website Arkiveret 15. maj 2021 hos  Wayback Machine
- Discogs.com